# Estación de Garibaldi
La estación de Garibaldi es una estación del metro de París situada en la comuna de Saint-Ouen al norte de la capital. Pertenece a la línea 13.

## Historia
La estación fue inaugurada el 30 de junio de 1952.
Debe su nombre a Giuseppe Garibaldi figura clave de la historia de Italia.

## Descripción
Es una estación subterránea que se compone de dos andenes laterales y de dos vías.